# La Terre outragée
La Terre outragée (bra: Terra Esquecida) é um filme europeu de 2011 dirigido por Michale Boganim, que se passa na zona de exclusão de Chernobil, na Ucrânia. Estrelam Olga Kurylenko e Andrzej Chyra.

## Sinopse
Em abril de 1986, ao lado da cidade de Chernobyl, os moradores locais vivem normalmente: Alexei cuida da filha Valery, Anya e Piotr namoram e se casam, e Nikolai, o guarda florestal, vigia a região. Até o dia em que acontece o acidente nuclear. A radioatividade transforma a natureza imediatamente afetada por esse desastre e a população é evacuada à força. Dez anos depois, estas pessoas continuam vivendo no local, mesmo contaminado.

## Produção
Esta ficção foi parcialmente filmada na Ucrânia em 2011, mesmo ano em que Um Sábado Quase Perfeito (В субботу), de Alexander Mindadze, foi lançado. O filme se passa na cidade de Pripyat e nas consequências do desastre nuclear de Chernobyl, em 26 de abril de 1986. O texto centra-se nos sentimentos dos residentes comuns e nas dificuldades psicológicas que persistem anos após o desastre.

## Elenco
Segue abaixo a tabela do elenco:
| Ator                | Personagem        | Detalhes |
| ------------------- | ----------------- | -------- |
| Olga Kurylenko      | Anya              |          |
| Andrzej Chyra       | Alexei            |          |
| Ilya Iosifov        | Valéry            | 16 anos  |
| Serguei Strelnikov  | Dimitri           |          |
| Viatcheslav Slanko  | Nikolai           |          |
| Nicolas Wanczycki   | Patrick           |          |
| Nikita Emshanov     | Piotr             |          |
| Tatyana Rasskazova  | Mãe de Anya       |          |
| Júlia Artamonov     | A jovem estudante |          |
| Natália Bartyeva    | Mãe de Valery     |          |
| Maryna Bryantseva   | A garotinha       |          |
| Vladyslav Akulyonok | Valery            | 6 anos   |

## Recepção
A recepção crítica de La Terre Outragée foi positiva, com a revista Variety elogiando o design de produção e figurino do filme, os quais recriaram bem estilo soviético "amarrotado chique" da Glasnost. O filme foi produzido por Laetitia Gonzalez e Yaël Fogiel, com os produtores executivos Igor Lopatonok, Sasha Shapiro e Olga Kurylenko. O lançamento em francês foi um sucesso crítico, com 3.7 /5 no site AlloCiné. O filme foi muito elogiado no Japão, tendo sido lançado pouco depois do desastre de Fukushima. O site Indiewire o incluiu na sua lista de reprodução - The Playlist - afirmando que "encontra lentamente seu ritmo e, portanto, o filme constrói eloquentemente uma imagem não apenas das vidas destruídas pelo desastre, mas também essas vidas depois que são definidas por ele". La Terre Outragée é o filme de ficção mais conhecido sobre Chernobyl, além de ser o primeiro projeto fictício a receber permissão para filmar no que resta da cidade fantasma de Pripyat. A direção de Michale Boganim foi considerada o reflexo do modelo de produção para filmes artísticos na Europa.

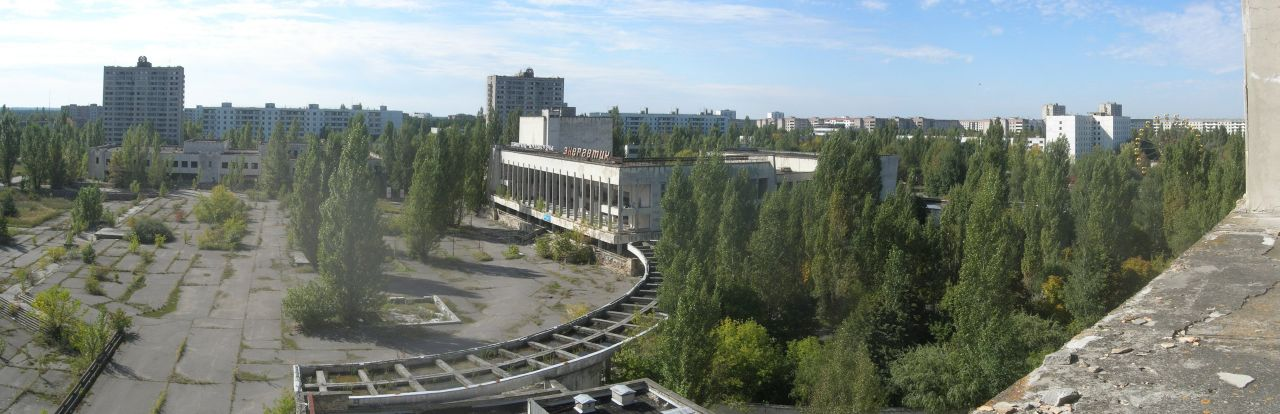
A cidade cidade-fantasma de Pripyat, na zona de exclusão na Ucrânia.

## Prêmios e distinções
| Ano  | Festival                   | Categoria         | Resultado | Ref.   |
| ---- | -------------------------- | ----------------- | --------- | ------ |
| 2009 | Fundação Gan para o Cinema | Prêmio de Criação | Venceu    | [ 9 ]  |
| 2012 | Festival Premiers Plans    | Prêmio do Público | Venceu    | [ 10 ] |

## Festivais
| Festival                                    |
| ------------------------------------------- |
| Festival Internacional de Cinema de Veneza  |
| Festival Internacional de Cinema de Toronto |
| Festival Internacional de Cinema de Tóquio  |
| Mostra Internacional de Cinema de São Paulo |
| Festival Internacional de Cinema de Chicago |
| Festival de Cinema de Munique               |